# Kanton Rijsel-Zuid
Rijsel-Zuid (Frans: Lille-Sud) is een voormalig kanton van het Franse Noorderdepartement. Het kanton maakte deel uit van het arrondissement Rijsel. In 2015 is het opgegaan in de nieuw gevormde kantons: kanton Rijsel-4 en kanton Rijsel-5.
Het kanton omvatte uitsluitend een deel van de gemeente Rijsel.